# 조지 앤더슨
조지 앤더슨(George Anderson, 1886년 3월 6일 ~ 1948년 8월 26일)은 미국의 배우 및 연극 배우이다.
뉴욕에서 태어났으며 런던에서 사망하였다.

## 영화
- 보텀 오브 더 보틀 (1956년)